# مرشدات المكسيك

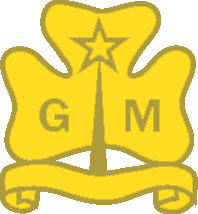

مرشدات المكسيك هي المنظمة الإرشادية الوطنية في المكسيك. تأسست في عام 1930، أصبحت المنظمة عضوا منتسبا في الرابطة العالمية للمرشدات وفتيات الكشافة في عام 1948 وعضو كامل العضوية في عام 1957. المنظمة للبنات فقط وتحوي 5,196 عضوا (اعتبارا من عام 2008).